# 탄소 연소 과정
탄소 연소 과정(carbon burning process)은 초기 질량이 태양의 8배 이상인 별의 핵에서 일어나는 핵융합반응이다. 초고온 (5×108 K) 과 초고압 (약 3×109 kg/m3)이 필요하다.

## 핵반응식
|  | 12C + 12C | → | 20Ne + 4He + 4.617 MeV |
|  | 12C + 12C | → | 23Na + 1H + 2.241 MeV  |
|  | 12C + 12C | → | 23Mg + n - 2.599 MeV   |

이다.
또는,
|  | 12C + 12C | → | 24Mg + γ + 13.933 MeV  |
|  | 12C + 12C | → | 16O + 24He - 0.113 MeV |

이다.

## 진행 과정
탄소 연소 과정은 삼중 알파 과정이 끝날 때 시작된다. 삼중 알파 과정 동안 별에는 탄소와 산소로 된 반응하지 않는 핵이 축적된다. 헬륨밀도가 일정 수준 아래로 떨어지면 별의 중력과 압력의 균형이 깨져 핵이 중력 붕괴를 일으킨다. 부피의 감소와 압력의 증가로 핵이 탄소 연소 과정을 일으킬 조건이 되면 핵주위의 헬륨이 다시 핵융합을 일으킨다.(주계열성이 적색 거성이 될 때 일어나는 주변부 수소 연소와 유사하다.) 그 별은 부피가 팽창하여 적색 초거성이 된다.
탄소 연소 과정의 생성물(O, Mg, Ne)은 다시 새로 반응하지 않는 핵에 축적된다. 조금 지나면 (1천년 정도) 탄소의 밀도는 탄소 연소가 지속될 수 있는 선 아래로 떨어진다. 이때 다시 핵은 냉각된다. 다시 네온 연소 과정이 일어나 핵은 가열된다. 이로 인해 탄소 연소가 외피층에서 다시 일어난다. 다시 탄소층 주위의 헬륨과 헬륨층 외곽의 수소층이 핵융합을 일으킨다.
이 시점에서, 별의 질량이 태양의 8~11배 사이 이면 별은 불안정하여 외피층이 대규모의 항성풍에 의해 벗겨지고 산소-네온-마그네슘으로 된 백색 왜성의 핵이 남는다.

## 같이 보기
- 알파 반응
- 탄소 폭발
- CNO 순환
- 네온 연소 과정
- 삼중 알파 과정